# Luis Alberto Caicedo Mosquera
Luis Alberto Caicedo Mosquera (Apartadó, 18 maggio 1996) è un calciatore colombiano, centrocampista del Marítimo de V..

## Statistiche

### Presenze e reti nei club
Statistiche aggiornate al 6 gennaio 2017.
| Stagione        | Squadra            | Campionato      | Campionato | Campionato | Coppe nazionali | Coppe nazionali | Coppe nazionali | Coppe continentali | Coppe continentali | Coppe continentali | Altre coppe | Altre coppe | Altre coppe | Totale | Totale | Totale |
| Stagione        | Squadra            | Comp            | Pres       | Reti       | Comp            | Pres            | Reti            | Comp               | Pres               | Reti               | Comp        | Pres        | Reti        | Pres   | Reti   |        |
| --------------- | ------------------ | --------------- | ---------- | ---------- | --------------- | --------------- | --------------- | ------------------ | ------------------ | ------------------ | ----------- | ----------- | ----------- | ------ | ------ | ------ |
| 2014-2015       | Sporting Lisbona B | LdH             | 1          | 0          |                 | -               | -               |                    | -                  | -                  |             | -           | -           | 1      | 0      |        |
| 2015            | Cortuluá           | A               | 1          | 0          | CC              | 0               | 0               |                    | -                  | -                  |             | -           | -           | 1      | 0      |        |
| 2016            | Cortuluá           | A               | 35         | 1          | CC              | 2               | 0               |                    | -                  | -                  |             | -           | -           | 37     | 1      |        |
| 2017            | Cortuluá           | A               | 31         | 1          | CC              | 1               | 0               |                    | -                  | -                  |             | -           | -           | 32     | 1      |        |
| 2018            | Cortuluá           | B               | 3          | 0          | CC              | 0               | 0               |                    | -                  | -                  |             | -           | -           | 3      | 0      |        |
| Totale Cortuluá | Totale Cortuluá    | Totale Cortuluá | 70         | 2          |                 | 3               | 0               |                    | -                  | -                  |             | -           | -           | 73     | 2      |        |
| 2018            | N.E. Revolution    | MLS             | 5          | 0          | USCup           | 0               | 0               |                    | -                  | -                  |             | -           | -           | 5      | 0      |        |
| Totale carriera | Totale carriera    | Totale carriera | 76         | 2          |                 | 3               | 0               |                    | -                  | -                  |             | -           | -           | 79     | 2      |        |

## Palmarès

### Club

#### Competizioni nazionali
- MLS Supporters' Shield: 1

New England Revolution: 2021
- Lamar Hunt U.S. Open Cup: 1

Houston Dynamo: 2023